# Gniew (gromada)
Gniew (do 31 XII 1957 Szprudowo) – dawna gromada, czyli najmniejsza jednostka podziału terytorialnego Polskiej Rzeczypospolitej Ludowej w latach 1954–1972.
Gromady, z gromadzkimi radami narodowymi (GRN) jako organami władzy najniższego stopnia na wsi, funkcjonowały od reformy reorganizującej administrację wiejską przeprowadzonej jesienią 1954 do momentu ich zniesienia z dniem 1 stycznia 1973, tym samym wypierając organizację gminną w latach 1954–1972.
Gromadę Gniew z siedzibą GRN w mieście Gniew (Gniew wchodzącym w jej skład) utworzono 1 stycznia 1958 w powiecie tczewskim w woj. gdańskim przez przeniesienie siedziby gromady Szprudowo ze Szprudowa do Gniewa i zmianę nazwy jednostki na gromada Gniew.
1 stycznia 1962 do gromady Gniew włączono obszar zniesionej gromady Piaseczno w tymże powiecie.
1 stycznia 1970 do gromady Gniew włączono część obszaru miasta Gniew (458,08 ha) w tymże powiecie.
1 stycznia 1972 do gromady Gniew włączono miejscowość Wielkie Walichnowy ze zniesionej gromady Małe Walichnowy w tymże powiecie.
Gromada przetrwała do końca 1972 roku, czyli do kolejnej reformy gminnej. 1 stycznia 1973 w powiecie tczewskim w woj. gdańskim reaktywowano zniesioną w 1954 roku gminę Gniew (od 1999 w woj. pomorskim).